# Pedras Tinhosas
Piedras Tiñosas (en portugués: Pedras Tinhosas) es el nombre que recibe un archipiélago al suroeste de la isla de Príncipe, en el golfo de Guinea, del Océano Atlántico, en el país africano de Santo Tomé y Príncipe. Sus islas principales son Tinhosa Grande y Tinhosa Pequena.
Los islotes sirven como lugar de anidamiento para una gran variedad de aves marinas en peligro de extinción.